# 大將軍 (電視劇)
《大將軍》 是香港麗的電視在1982年製作的一齣清末歷史劇集，由賴水清擔任監製。劇集首播於1982年4月，電視台起用尚未從藝員訓練班畢業的何家勁擔任男主角。主演還有黎漢持、關之琳、容惠雯、林國雄、文雪兒等。

## 劇情簡介
光緒年間，慈禧當政，中法戰爭爆發，黑旗軍劉永福領兵屢敗法軍，而此時清廷的苟安政策搶先，李鴻章、榮祿不惜喪權辱國，力主停戰求和，但不為劉接受，副將王守忠更屢戰屢勝。榮祿爪牙利誘忠不遂，設謀逼害忠。仕途名士譚嗣同聯盟江湖第一大幫丐幫、俠士大刀王五等力推新政，也想極力說服忠加入，忠面臨著一連串的絕境逃亡、武林中的冷血鬥爭、與李鴻章侄女李潤儀之間愛與恨的矛盾……

## 主要演員
- 何家勁 飾 王守忠
- 關之琳 飾 李潤儀
- 黎漢持 飾 僧格勇
- 文雪兒 飾 羅新燕
- 阮佩珍 飾 王守忠妻
- 容惠雯 飾 江慧蘭
- 林國雄 飾 武俊
- 羅樂林 飾 譚嗣同
- 張瑛 飾 李鴻章
- 鄭雷 飾 劉永福
- 梁舜燕 飾 慈禧
- 王偉 飾 榮祿
- 關子標 飾 李蓮英
- 江濤 飾 嚴復
- 李亨 飾 張之洞
- 麥天恩 飾 王五
- 譚榮傑飾 靜修
- 梁漢威 飾 袁世威
- 熊德誠 飾 黎洪輝
- 蔣金 飾 哈哈兒
- 周美玲 飾 翠翠
- 吳桐 飾 石莊主
- 張德昌 飾 石子
- 良鳴 飾 江香生
- 許堅信 飾 李師爺
- 林根 飾 江大
- 區獄 飾 軍機大臣
- 李壽祺 飾 軍機大臣
- 何樹培 飾 僧副將
- 陳君和 飾 張副將
- 鄧德光 飾 劉副將
- 凌漢 飾 老和尚
- 葉天行 飾 大內高手
- 李岳榮 飾 雲南巫醫
- 聶安達 飾 法國領事
- 潘有聲 飾 欽差
- 黃一飛 飾 王守忠叔父
- 陳中堅 飾 陳侍郎
- 黎萱 飾 陳妻
- Ronnie 飾 黎威爾

## 軼事
- 本劇在1982年3月17日進行開鏡儀式。
- 電視台在起用何家勁擔任男主角前，曾考慮由黃元申、劉松仁、陳觀泰演飾。
- 林國雄飾演的武俊一角原定由張國榮演飾，張國榮因突然肝病發作未能演出。

## 外部連結
- 《大將軍》（1982）[永久]